# MasterChef (programa de televisión estadounidense)
MasterChef es un programa de televisión estadounidense, conducido principalmente por el reconocido chef Gordon Ramsay. Debutó en televisión el 27 de julio de 2010 en el canal Fox. El programa consiste en un concurso de chefs amateurs probando sus más elevadas habilidades para preparar guisados y postres de la más alta calidad, llevando consigo un límite de tiempo.
Hasta la fecha se han realizado quince temporadas en total. En 2012 el programa llegó a ser reconocido mundialmente, ya que fue transmitido en varias partes del mundo de manera doblada y/o subtitulada.
La decimoquinta temporada, subtitulada Dynamic Duos, se estrenó el 21 de mayo de 2025.

## Antecedentes
Después del gran éxito televisivo de los programas Hell's Kitchen y Kitchen Nightmares conducidos por el chef Gordon Ramsay, el canal Fox decidió lanzar la versión estadounidense del programa Masterchef, creado por BBC en 1990 y renovado en 2005, para no romper con la temática culinaria en la programación del canal. Se confirmó la participación de Ramsay junto con los chefs Joe Bastianich y Graham Elliot como jueces permanentes del programa.
La primera temporada tuvo su estreno el 27 de julio de 2010 en Estados Unidos. Después del gran éxito en televidentes, así que se decidió lanzar una segunda temporada, que se estrenó el 6 de junio de 2011, la ganadora de esta temporada resultó ser la ahora famosa chef Jennifer Behm.
En la tercera temporada, la primera chef legalmente invidente en el programa, Christine Ha, ganó el título, derrotando al joven contratista Josh Marks. La siguiente temporada resultó ganador Luca Manfe, quien no había podido asegurarse un puesto como concursante en la previa temporada.

El título de chef profesional es el premio del programa más una suma monetaria.

## Temática
MasterChef USA está basado en el estilo de un reality show con elementos de un concurso televisivo común. Se hace un casting con más de cuarenta personas tratando de obtener un lugar en el programa, demostrando sus más altas tácticas de cocina, después de variantes eliminatorias, dieciocho concursantes restantes son los que pasan por distintas pruebas y así llegan a la final, después son elegidos a los dos ganadores que reciben un título de chef profesional. 
Las eliminatorias y concursos son colocados por tres jueces, los cuales son chefs reconocidos. El líder de jueces es Gordon Ramsay, dueño de varios restaurantes con estrellas michelin y los dos jueces secundarios son Joe Bastianich y Graham Elliot.

## Formato
El programa lleva un formato que consta de pruebas fijas en las que ocurren varios sucesos para tener como resultado una eliminación cada programa.
Preliminares
- De todos los cocineros aficionados que audicionarion en todo el país, cientos son elegidos para cocinar su plato base a los tres jueces. Cada juez prueba el platillo y da su opinión antes de votar «sí» o un «no». Al recibir dos votos «sí» ganan automáticamente un delantal blanco MasterChef.

La caja misteriosa
- Los concursantes recibirán un número de ingredientes con los que deben hacer un platillo a su gusto. Los concursantes utilizan cualquier cantidad de los ingredientes que desee, y tienen la libertad de omitir los ingredientes que no deseen. Una vez que los platos son terminados, los jueces eligen los tres platillos de mejor calidad y uno de ellos debe elegir los ingredientes en la prueba de eliminación.

Prueba de eliminación
- El mejor concursante de la caja misteriosa puede elegir el alimento que todos los otros deben cocinar, y tal vez obtener otras ventajas. De todos los platos, el peor concursante es expulsado del programa de forma definitiva.

Temática en equipos
- Este desafío se centra en variantes lugares fuera del set de grabación y se dividen los concursantes en equipos, azul y rojo, que consisten en números iguales y se les da una tarea. Después de completar con todos los platillos, la gente elige que comida fue mejor y el equipo perdedor debe competir en un desafío de eliminación, conocido como «prueba de presión».

La prueba de presión
- El equipo perdedor en el desafío de equipos, tiene muy poco tiempo para sorprender a los jueces con un platillo y el perdedor es el concursante que es expulsado del programa permanentemente.

## Eventos especiales
Imitación a un platillo
- Whitney Miller, primera ganadora del título MasterChef, participó en la segunda temporada del programa como invitada especial, llevando consigo su libro Modern Hospitality: Simple Recipes with Southern Charm (Rodale), del cual los concursantes tenían que imitar perfectamente el platillo principal del mismo.

Madres de los jueces
- Durante la segunda temporada del programa, las madres de los tres jueces fueron partícipes en una versión especial de la prueba «Temática en equipos, donde las tres hacían su trabajo como jueces gastronómicas, criticando la comida de ambos equipos y eligiendo a un ganador.[8]

Reto creativo en equipos
- En el episodio 13 de la tercera temporada, los seis concursantes fueron divididos en equipos de 2 por el ganador de la caja misteriosa, para recrear un plato de sushi. Cada 15 minutos, ellos se alternan.

Segunda posibilidad
- En el episodio 14 de la tercera temporada, ocho concursantes expulsados tuvieron la posibilidad de volver a obtener el delantal blanco. En la primera prueba, ellos eligieron los ingredientes de la caja misteriosa. Los dos mejores tuvieron que cocinar una tarta de fruta, pero en esta ocasión los jueces fueron los seis concursantes aún en competición.

Prórroga de la prueba de presión
- Con motivo de no poder eliminar un concursante, en el episodio 8 de la cuarta temporada la prueba de presión continuó con dos pruebas más: una prueba por equipo y un cook-off.

Temática en solo
- En el episodio 22 de la cuarta temporada, los cinco concursantes se enfrentaron en una temática en solo, en el rancho de la cocinera Paula Deen.

## Jueces
Gordon Ramsay es el director, productor y juez principal del programa. Tras fundar su empresa One Potato Two Potato y llevar a la cumbre del éxito al programa Hell's Kitchen, Ramsay elaboró la idea de lanzar la versión estadounidense de MasterChef, llevando así al contrato del chef Graham Elliot, y de Joe Bastianich, propietario de varios restaurantes italianos en los EE. UU.
En 2014 se anunció que Joe Bastianich no seguiría en la versión de MasterChef Estados Unidos, actualmente está en la versión de MasterChef Italia y en el programa Start up restaurant. Su lugar fue ocupado por la repostera, ganadora del premio James Beard en la categoría de, pastelero Excepcional, la neoyorquina Christina Tosi.
El 18 de diciembre de 2015, Graham Elliot publicó en su cuenta de Facebook que no iba a seguir en la franquicia MasterChef. Actualmente el sustituto para Graham es el chef de origen mexicano Aarón Sánchez.

## Recepción

### Crítica de prensa
Tras su debut, el programa ha recibido varias críticas mixtas por parte de distintos medios. El periódico estadounidense Los Angeles Times dio una crítica negativa declarando que «las historias de los concursantes eran jadeantes» refiriéndose al dramatismo de los mismos. El periódico canadiense The Globe and Mail lo describió como «Artificial» y la agencia de noticias Reuters lo criticó positivamente, declarando que «el programa se las arregla para ser entretenido gracias a los jueces».

### Expectación pública
El programa en su capítulo debut logró los 5.75 millones de televidentes. Mientras tanto el segundo capítulo superó el mismo récord logrando 5.90 millones, siendo así la más alta calificación en ese intervalo. Cabe destacar que ese mismo día, el programa compitió en el rating contra Hell's Kitchen, programa conducido por el chef Gordon Ramsay mismo que participa como juez MasterChef.

### Suicidio de Josh Marks
En verano de 2013, Josh Marks, finalista de la tercera temporada de MasterChef, sufrió un ataque esquizofrénico en Chicago, atacando a un policía mientras gritaba que era Dios y que Ramsay lo había convertido en tal. En octubre de 2013, Marks se suicidó de un disparo.

## Temporadas
| Temporada | Ganador/a           | Subcampeón                      | Número de finalistas | Finalistas ordenados cronológicamente de acuerdo a su eliminación | Fecha de inicio          |
| --------- | ------------------- | ------------------------------- | -------------------- | --- | ------------------------ |
| 1         | Whitney Miller      | David Miller                    | 14                   | Avis White, Sheena Zadeh, Jenna Hamiter, Faruq Jenkins, Tony Carbone, Slim Huynh, Tracy Nailor, Jake Gandolfo, Mike Kim, Sharone Hakman, Sheetal Bhagat, Lee Knaz | 27 de julio de 2010      |
| 2         | Jennifer Behm       | Adrien Nieto                    | 18                   | Angel Moore-Soukkay, Mark Raffaeli, Tony Scruggs, Alvin Schultz, Max Kramer, Jennie Kelley, Esther Kang, Erryn Cobb, Giuseppe Morisco, Alejandra Schrader Christine Corley, Derrick Prince, Tracy Kontos, Ben Starr, Suzy Singh, Christian Collins                                                                         | 6 de junio de 2011       |
| 3         | Christine Há        | Josh Marks †                    | 18                   | Samantha De Silva, Dave Mack, Michael Chen, Helene Leeds, Ryan Umane, Scott Little, Anna Rossi, Mike Hill, Tanya Noble, Tali Clavijo, Josh Marks, Stacey Amagrande, Felix Fang, David Martínez, Monti Carlo, Frank Mirando, Becky Reams                                                                                    | 4 de junio de 2012       |
| 4         | Luca Manfé          | Natasha Crnjac                  | 19                   | Sasha Foxx, Adriana Guillen, Malcolm Green, Kathy Prieto, Howard Simpson, Bime Cruz, Beth Kirby, Jonny Blanchard, Lynn Chyi, Savannah Sturges, Bethy Rossos, Eddie Jackson, Jordan Roots, Bri Kozior, James Nelson, Krissi Biasiello, Jessie Lysiak                                                                        | 22 de mayo de 2013       |
| 5         | Courtney Lapresi    | Elizabeth Cauvel                | 22                   | Astrid Lavenia, Whitney Bray, Stephani Syfax-Shepherd, Gordon Houston, Kira Novak, Jordan Kaminski, Tyler Viars, Francis Biondi, Dan Wu, Elise Mayfield, Christine Silverstein, Francis Legge, Victoria Scroggins, Ahran Cho, Daniel McGuffey, Willie Mike, Jaimee Vitolo, Christian Green, Cutter Brewer, Leslie Gilliams | 26 de mayo de 2014       |
| 6         | Claudia Sandoval    | Derrick Peltz                   | 22                   | Mateo McConnell, Brianna Watson, Darah Carattini, Justin Banister, Dan Collado, Ailsa von Dobeneck, Veronica Cili, Jesse Romero, Charlie Chapman, Amanda Saab, Kerry Prince, Sara Zacek, Christopher Lu, Shelly Flash, Olivia Crouppen, Tommy Walton, Hetal Vasavada, Katrina Kozar, Nick Nappi, Stephen Lee               | 20 de mayo de 2015       |
| 7         | Shaun O'Neale       | Brandi Mudd / David Williams    | 20                   | Cassie Peterson, Bill Travers, Barbara Savage, Brittany Craig, Lisa-Ann Marchesi, Manny Washington, Diana Bilow, D'Andre Balaoing, Alejandro Toro, Andrea Galan, Diamond Alexander, Terry Mueller, Eric Howard, Nathan Barnhouse, Katie Dixon, Dan Paustian, Tanorria Askew                                                | 1 de junio de 2016       |
| 8         | Dino Angelo Luciano | Eboni Henry / Jason Wang        | 20                   | Mark Togni, Paige Jimenez, Heather Dombrosky, Sam Reiff-Pasarew, Jennifer Williams, Necco Ceresani, Brien O'Brien, Reba Billingsley, Mike Newton, Jenny Cavellier, Adam Wong, Caitlin Jones, Daniel Pontes-Macedo, Gabriel Lewis, Yachecia Holston, Jeff Philbin, Cate Meade                                               | 31 de mayo de 2017       |
| 9         | Gerron Hurt         | Ashley Mincey / Cesar Cano      | 24                   | Sal Maida, Sid Hoeltzell, Olusola Ogbomo, Stephanie Willis, Darrick Kraus, Alecia Winters, Juni Cuevas, Matt Houck, Lindsay Haigh, Ryan Cortez, Mark Ingraham, Ralph Degala, Chelsea Sargent, Seung-Joo Yun, Emily Hallock, Taylor Waltmon, Shanika Patterson, Julia Danno, Farhan Momin, Bowen Li, Samantha Daily         | 31 de mayo de 2018       |
| 10        | Dorian Hunter       | Sarah Faherty / Nick DiGiovanni | 20                   | Deanna Colon, Kenny Palazzolo, Kimberly White, Evan Tesiny, Liz Linn, Michael Silverstein, Keturah King, Sam Haaz, Renee Rice, Wuta Onda, Fred Chang, Jamie Hough, Bri Baker, Micah Yaroch, Subha Ramiah, Shari Mukherjee, Noah Sims                                                                                       | 18 de septiembre de 2019 |

### Ganadores
Whitney Miller: Fue la primera ganadora del primer lugar. En la actualidad Miller ha publicado su libro titulado Modern Hospitality: Simple Recipes with Southern Charm (Rodale) en el cual muestra sus mejores recetas. En la segunda temporada de MasterChef hace una aparición como invitada, en dicho especial Miller muestra sus más complicado platillos. En 2013 se embarcó en una gira para dar clases y demostraciones de su trabajo.

Jennifer Behm: Fue la segunda ganadora del primer lugar en MasterChef. Antes de comenzar su carrera de chef, Behm concursaba en festivales de belleza, fue ganadora en Miss Delaware USA y por eso participó también en Miss USA 2000. En la actualidad maneja su empresa llamada Pink Martini, fundada gracias a lo obtenido en MasterChef.
Christine Há: Tercera ganadora de MasterChef, en 2013 estrenó su libro de recetas y consejos de cocina. Cabe destacar que Ha es legalmente invidente debido a una enfermedad autoinmune.
Luca Manfé: De origen italiano, en la tercera temporada no pudo conseguir el delantal blanco en MasterChef, pero sí en la cuarta. Fue también el primer hombre en ganar la competición.
Courtney Lapresi: Quinta ganadora de MasterChef, de Pensilvania, antes de concursar trabajaba de bailarina en un club de caballeros.
Claudia Sandoval: Sexta ganadora, de California, de origen mexicano y madre soltera. Es la primera latina en ganar el concurso.
Shaun O'Neale: Séptimo ganador del concurso. Fue la primera edición en que tres concursantes pasaron a la final.
Dino Angelo Luciano: Bailarín de profesión y octavo ganador de MasterChef. Fue el primer vegano en ganar MasterChef
Gerron Hurt: Maestro de lengua de bachillerato y noveno ganador de MasterChef. Es el primer ganador afrodescendiente.
Dorian Hunter: Sureña, de Georgia, décima ganadora y primera Afroamericana de MasterChef.

## Primera temporada (2010)

### Aspirantes
| Nombre                | Procedencia   | Edad | Ocupación                | Información                |
| --------------------- | ------------- | ---- | ------------------------ | -------------------------- |
| Whitney Miller        | Poplarville   | 22   | Estudiante universitaria | Ganadora                   |
| David Miller          | Boston        | 29   | Ingeniero en sistemas    | 2.° clasificado (duelista) |
| Lee Knaz              | Venice        | 27   | Bartender                | 3.° clasificado            |
| Sheetal Bhagat        | Chicago       | 37   | Maestra                  | 4.° clasificada            |
| Sharone Hakman        | Los Ángeles   | 28   | Analista financiero      | 10.° expulsado             |
| Mike Kim              | Redondo Beach | 34   | Servidor público         | 9.° expulsado              |
| Jake Gandolfo         | Santa Cruz    | 38   | Empleado de construcción | 8.° expulsado              |
| Tracy Nailor          | Atlanta       | 42   | Doctora                  | 7.° expulsado              |
| Kim Dung Huynh, Slim  | Harvey        | 22   | Estudiante universitaria | 6.° expulsada              |
| Anthony Carbone, Tony | Boston        | 31   | Servidor público         | 5.° expulsado              |
| Faruq Jenkins         | Glendale      | 30   | Bartender                | 4.° expulsado              |
| Jenna Hamiter         | Euless        | 23   | Diseñadora de interiores | 3.° expulsada              |
| Avis White            | Vacherie      | 47   | Cuidadora de ancianos    | 2.° expulsada              |
| Sheena Zadeh          | Anaheim       | 26   | Ejecutiva de marketing   | 1.° expulsada              |

## Segunda temporada (2011)

### Aspirantes
| Nombre              | Procedencia   | Edad | Ocupación                  | Información                |
| ------------------- | ------------- | ---- | -------------------------- | -------------------------- |
| Jennifer Behm       | Wilmington    | 34   | Corredora de bienes raíces | Ganadora                   |
| Adrien Nieto        | Ventura       | 28   | Servidor público           | 2.° clasificado (duelista) |
| Christian Collins   | Gloucester    | 31   | Amo de casa                | 3.° clasificado            |
| Suzy Singh          | Chicago       | 27   | Ingeniera neuronal         | 15.° eliminada             |
| Ben Starr           | Dallas        | 33   | Escritor                   | 14.° eliminado             |
| Tracy Kontos        | Coral Springs | 32   | Consultora de ventas       | 13.° eliminada             |
| Derrick Prince      | Babilon Este  | 33   | Diseñador web y bloguero   | 12.° eliminado             |
| Christine Corley    | Sopchoppy     | 27   | Ama de casa                | 11.° eliminada             |
| Alejandra Schrader  | Playa del Rey | 37   | Arquitecta                 | 10.° eliminada             |
| Giuseppe Morisco    | Chicago       | 38   | Vendedor de granito        | 9.° eliminado              |
| Erryn Cobb          | Chicago       | 26   | Relacionista público       | 8.° eliminado              |
| Esther Kang         | Los Ángeles   | 28   | Abogada                    | 7.° eliminada              |
| Jennie Kelley       | Dallas        | 37   | Música                     | 6.° eliminada              |
| Max Kramer          | Nueva York    | 18   | Estudiante universitario   | 5.° eliminado              |
| Alvin Schultz       | Houston       | 28   | Manager de venta minorista | 4.° eliminado              |
| Tony Scruggs        | Grant Park    | 52   | Camionero                  | 3.° eliminado              |
| Angel Moore-Soukkay | Columbus      | 37   | Manager de propiedad       | 2.° eliminada              |
| Mark Raffaeli       | Chicago       | 35   | Corredor de bienes raíces  | 1.° eliminado              |

## Tercera temporada (2012)
| Nombre       | Procedencia | Edad | Ocupación                 | Información                                 |
| ------------ | ----------- | ---- | ------------------------- | ------------------------------------------- |
| Christine Hà | Houston     | 32   | Estudiante de MFA         | Ganadora                                    |
| Josh Marks   | Jackson     | 24   | Especialista en contratos | 11.° eliminado y 2.° clasificado (duelista) |
| Becky Reams  | Stilwell    | 27   | Fotógrafa de comida       | 17.° eliminada                              |

## Lanzamientos externos

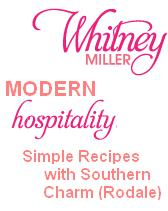
Logo del libro Modern Hospitality

### Libros
Modern Hospitality: Simple Recipes with Southern Charm (Rodale)
- Es el libro lanzado por Whitney Miller, primera ganadora del título MasterChef, contiene variantes recetas y consejos del mejor nivel gastronómico. El libro fue lanzado mediante la promoción de MasterChef y bajo la audiencia del chef Ramsay.[23]

MasterChef (TM): The Ultimate Cookbook
- Es el libro lanzado principalmente por la producción y promoción de MasterChef, contiene cien recetas y cincuenta fotografías, el álbum fue redactado por Gordon Ramsay, Joe Bastianich y Graham Elliot jueces del programa.[24]

### Accesorios y utensilios de cocina
MasterChef's Pans / Sarténes de MasterChef
- El diseño de la gama está inspirado en la cocina de los profesionales utilizado en MasterChef, dando lugar a elegantes utensilios de cocina de acero inoxidable para el hogar y está combinada con los altos estándares exigidos por los chefs. Varias piezas utilizan el Thermolon capa antiadherente de base mineral. Cabe destacar que la ausencia de PTFE de esta superficie no adherente no sólo significa que no hay productos químicos nocivos se emiten al medio ambiente si la sartén se recalienta accidentalmente, sino que también permite a los productos a ser fabricados con 60% menos de CO2 emitida.[25][26] Cabe destacar que estos utensilios de cocina, fueron lanzados durante la mitad de la segunda temporada.

## Estados Ganadores
| Estado      | Títulos | Años Exitosos |
| Nueva York  | 2       | 2013, 2017    |
| Georgia     | 1       | 2019          |
| Kentucky    | 1       | 2018          |
| Nevada      | 1       | 2016          |
| California  | 1       | 2015          |
| Pensilvania | 1       | 2014          |
| Texas       | 1       | 2012          |
| Delaware    | 1       | 2011          |
| Misisipi    | 1       | 2010          |

## Ediciones internacionales
| País                 | Nombre                          | Canal          | Idioma            |
| -------------------- | ------------------------------- | -------------- | ----------------- |
| Reino Unido          | MasterChef                      | BBC            | Inglés (Original) |
| Estados Unidos       | MasterChef                      | FOX            | Inglés (Original) |
| Italia               | MasterChef Italia               | Sky Uno, Cielo | Italiano          |
| España               | MasterChef España               | La 1           | Español           |
| Argentina            | MasterChef Argentina            | Telefe         | Español           |
| Chile                | MasterChef Chile                | Canal 13       | Español           |
| Brasil               | MasterChef Brasil               | Band           | Portugués         |
| Colombia             | MasterChef Colombia             | RCN            | Español           |
| México               | MasterChef México               | TV Azteca      | Español           |
| Perú                 | MasterChef Perú                 | America Tv     | Español           |
| Ecuador              | MasterChef Ecuador              | Teleamazonas   | Español           |
| Uruguay              | MasterChef Uruguay              | Saeta Canal 10 | Español           |
| República Dominicana | MasterChef República Dominicana | Telesistema    | Español           |
| Bolivia              | Masterchef Bolivia              | Unitel         | Español           |